# واجد
واجد (بالصومالية: Waajid)‏ بلدة في محافظة بكول جنوب الصومال وهي مركز مقاطعة واجد.

## لمحة
تقع بلدة واجد على بعد حوالي 302 كيلومتر (188 ميل) شمال غرب العاصمة الصومالية مقديشو، و 78 كيلومتر (48 ميل) جنوب غرب حودر، و 69 كيلومتر (43 ميل) جنوب شرق الحدود الصومالية الإثيوبية.
في مارس 2014 استولت القوات المسلحة الصومالية بمساعدة كتيبة إثيوبية تابعة لبعثة الاتحاد الأفريقي على المنطقة بعد طرد حركة الشباب المتمردة منها. وجاء الهجوم في إطار عملية عسكرية مكثفة لقوات التحالف هدفها طرد الجماعة المتمردة من المناطق المتبقية في جنوب الصومال الخاضعة لسيطرتها.
ووفقًا لرئيس الوزراء عبد الولي شيخ أحمد فقد أطلقت الحكومة بعد ذلك جهودًا لتحقيق الاستقرار في المناطق المحررة حديثًا، والتي تضمنت أيضًا مناطق حودر وربطوري وبورطوبو، وطمأنت وزارة الدفاع المواطنين مؤكدة تقديمها الدعم للسكان، والمنظمات الإغاثية للوصول إلى المنطقة. بالإضافة إلى ذلك، عبرت وزارة الداخلية عن استعدادها لدعم وتنفيذ برامج لمساعدة الإدارة المحلية والأمن، كما تم إيفاد نائب وزير في الحكومة وعدد من من رجال دين إلى البلدات الأربع المحررة للتنسيق والإشراف على مبادرات الحكومة الفيدرالية لتحقيق الاستقرار.

## التركيبة السكانية
اعتبارا من عام 2000 كان عدد سكان واجد حوالي 8100 نسمة. في حين يبلغ عدد سكان مقاطعة واجد بشكل عام 69،694 نسمة.

## روابط خارجية
- واجد ، الصومال

- الخريطة الإدارية لمحافظة باكول